# Krzysztof Miętus
Krzysztof Miętus (* 8. März 1991 in Zakopane) ist ein ehemaliger polnischer Skispringer.

## Werdegang
Krzysztof Miętus ist der ältere Bruder des ehemaligen Skispringer Grzegorz Miętus. Anfangs betrieb er den Skilanglauf.
Als Vertreter des Vereins KS Start Krokiew Zakopane bestritt er seine ersten Springen seit 2006 im Rahmen des FIS-Cups. Bestes Ergebnis des ersten Jahres war ein zweiter Rang in Zakopane. Bei der Junioren-Weltmeisterschaft 2007 in Tarvisio kam er auf den 27. Rang von der Normalschanze und wurde mit dem polnischen Team Sechster im Mannschaftsspringen. Zur Saison 2007/08 stieg er in den Continental-Cup auf und trat nur noch selten im FIS-Cup an. Nach einigen guten Ergebnissen, etwa einem 18. Platz von der Normalschanze in Kranj, durfte Miętus im Januar 2008 in Val di Fiemme im Skisprung-Weltcup debütieren, erreichte aber in seinen beiden Springen nicht die Finaldurchgänge. Saisonhöhepunkt wurden die Junioren-Weltmeisterschaften 2008 im heimischen Zakopane. Dort konnte der Pole von der Normalschanze zwar nur 40. werden, gewann aber im Mannschaftsspringen von der Normalschanze mit dem polnischen Team hinter den Deutschen und den Österreichern die Bronzemedaille. Nachdem Miętus das Jahr 2008 vor allem im Continental-Cup verbrachte, dort aber selten unter die besten 20 und nie unter die besten 15 kam, durfte er im Januar 2009 in Zakopane erneut im Weltcup starten. Als Teil der sogenannten nationalen Gruppe, in der die gastgebenden Nationen ein Extrakontingent an Springern in den Wettbewerb schicken dürfen, qualifizierte er sich für das Finale, wo er 22. wurde und erstmals Weltcuppunkte sammelte. Sein bisher bestes Weltcupergebnis erzielte er am 6. Dezember 2009 im norwegischen Lillehammer, als er Platz zwölf belegte.
Bei den Olympischen Winterspielen 2010 in Vancouver erreichte er im Springen von der Normalschanze den 36. Platz und schied damit nach dem 1. Durchgang aus. Am 7. August 2010 gewann er mit der polnischen Mannschaft das Grand-Prix-Team-Springen in Hinterzarten. Im September 2011 konnte er bei den polnischen Meisterschaften von der Großschanze mit dem zweiten Rang erstmals im Einzel auf das Podest springen. Am 11. Januar 2013 sprang er im heimischen Zakopane mit der polnischen Equipe auf Rang zwei beim Mannschaftsspringen und erzielte damit seine erste Podestplatzierung im Weltcup.
Bei der Winter-Universiade 2017 im japanischen Sapporo gewann er mit seinen Landsleuten Stanisław Biela und Przemysław Kantyka die Bronzemedaille im Mannschaftswettbewerb hinter Russland und Slowenien.
2018 beendete er seine Karriere. Nach seinem Karriereende absolvierte Miętus eine Ausbildung zum Skisprungtrainer.

## Erfolge

### Grand-Prix-Siege im Team
| Nr. | Datum          | Ort          | Typ           |
| --- | -------------- | ------------ | ------------- |
| 1.  | 7. August 2010 | Hinterzarten | Normalschanze |

## Statistik

### Weltcup-Platzierungen
| Saison  | Platz | Punkte |
| ------- | ----- | ------ |
| 2008/09 | 71.   | 009    |
| 2009/10 | 45.   | 060    |
| 2011/12 | 50.   | 049    |
| 2012/13 | 38.   | 103    |
| 2013/14 | 82.   | 001    |

### Grand-Prix-Platzierungen
| Saison | Platz | Punkte |
| ------ | ----- | ------ |
| 2009   | 45.   | 033    |
| 2010   | 31.   | 065    |
| 2011   | 22.   | 130    |
| 2012   | 72.   | 008    |
| 2017   | 78.   | 005    |